# Gary Gullock
Gary Gullock (født 1. marts 1958) er en australsk tidligere roer.
Gullock var en del af den australske dobbeltfirer, der deltog i OL 1984 i Los Angeles. Bådens øvrige besætning var Paul Reedy, Timothy McLaren og Anthony Lovrich. De fire australiere vandt deres indledende heat, og i finalen blev de besejret med under et halvt sekund af den vesttyske båd, mens Canada tog bronzemedaljerne, under en tiendedel af et sekund efter australierne.

## OL-medaljer
- 1984:  Sølv i dobbeltfirer